# Tanezrouft

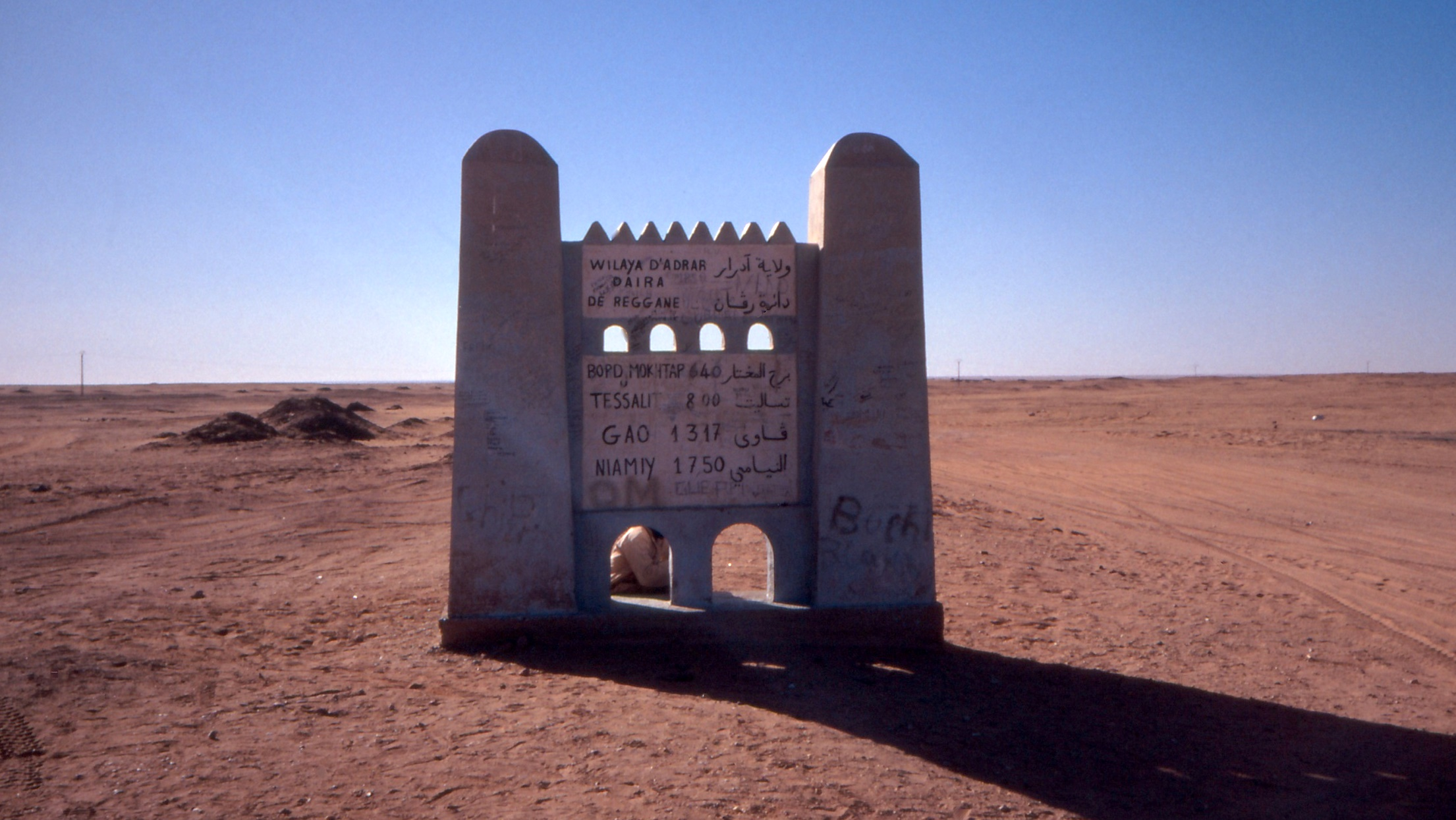
L'inizio della pista del Tanezrouft a sud di Reggane, in Algeria (1990)

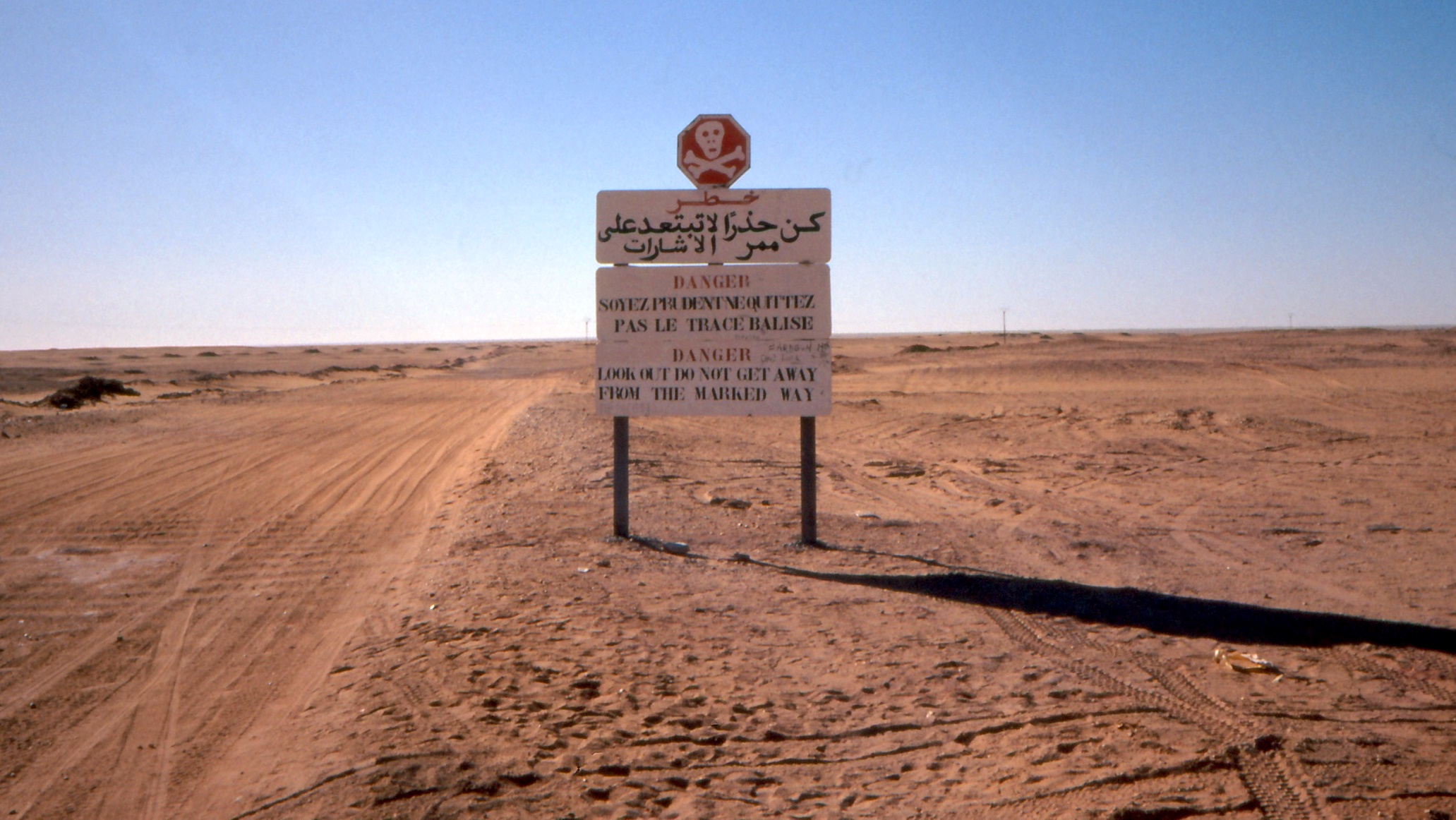
Cartello di avviso all'inizio della pista del Tanezrouft in Algeria.

Il Tanezrouft (che significa «deserto» in berbero: ⵜⴰⵏⵣⵔⵓⴼⵜ; in arabo سهل تنزروفت‎?) è una delle zone più desolate del deserto del Sahara, situata alla frontiera tra Algeria, Niger e Mali, a ovest del massiccio montuoso dell'Hoggar.
Il deserto del Tanezrouft si trova nella regione centro-meridionale dell'Algeria; parte del suo immenso territorio era occupata da un grande bacino lacustre, che apparteneva a una complicata quanto diffusa rete idrografica che solcava il Sahara circa 10.000 anni fa. In quell'epoca iniziò il processo di cambiamento climatico che ha portato alla fase di progressivo riscaldamento chiamata Olocene.
Il deserto, ricco di arenarie multicolori, si estende ad ovest del massiccio dell'Hoggar, formato da antiche rocce metamorfiche. Il grande bacino, delimitato a nord-ovest dall'Erg Chech, in territorio algerino, e a sud-ovest dall'altopiano el Khnachich, in Mali, è dominato dalla presenza del deserto pietroso, il cosiddetto reg, formato da ciottoli di diverse dimensioni e litologia. La morfologia del territorio è caratterizzata dalla presenza di funghi di roccia, spesso associati a bacini e depressioni, dove l'azione del vento sulle porzioni di roccia meno resistente è maggiore.
Altre forme particolari sono i muri, le mensole, i lastricati di arenaria erosa di colore piuttosto scuro. La topografia presenta numerosi canyon che hanno una profondità variabile fra i 250 e i 500 m, più abbondanti nelle zone esterne e circostanti. Le dune di sabbia sono molto rare, mentre molto diffuse, e caratteristiche di questo deserto, sono le strutture rocciose di origine sedimentaria del Paleozoico, con particolari forme a ellisse, potentemente erose dal vento, disposte a stretto contatto le une alle altre. La loro superficie è estremamente liscia e levigata dall'azione smerigliatrice del vento, tanto da essere definita come «pavimento» del deserto. In diverse aree sono visibili i colorati calcari mesozoici, caratteristici del Sahara, che ricoprono le sequenze sedimentarie più antiche.
Al di sotto di questi strati si trova lo scudo africano di età precambriana, potentemente interessato da ripiegamenti a scala regionale.
Ad alcune centinaia di metri al di sotto dell'antico basamento è stata rilevata una grande quantità di acqua «fossile» che in futuro potrebbe essere utilizzata come straordinaria risorsa idrica. La sabbia ha un caratteristico colore rosso, dato dall'accumulo di ossidi di ferro presenti nelle rocce da cui si è formata. Il cambiamento climatico che ha interessato questa zona ha cambiato radicalmente anche l'agente erosivo principale, dall'acqua al vento: ciò ha portato alla progressiva diminuzione dei suoli e conseguentemente della vegetazione. La grande scarsità delle precipitazioni, non superiori ai 60 mm annui, associata a una escursione termica giornaliera di 50 °C permettono la crescita di piante eccezionalmente resistenti come l'acacia e la jojoba. L'intera area di questo deserto algerino è conosciuta come «la terra del terrore» per l'estrema scarsità di acqua, ma nonostante ciò, piste con direzione nord-sud sono state percorse per secoli dalle carovane che si muovevano da Gao e Timbuctù a Reggane.
Queste antiche direttrici sono ancora presenti nel deserto, ma i grandi camion percorrono nuove piste, non legate alla presenza di pozzi d'acqua. Per quanto riguarda la fauna, sono presenti sciacalli, iene, antilopi, lepri, gazzelle e rettili.

## Esperimenti atomici
Al fine di detonare quattro bombe atomiche atmosferiche, la Francia costruì segretamente il CSEM, Centro Sahariano di Sperimentazione Nucleare (Centre Saharien d’Expérimentations Militaires) a Reggane, sulla piana del Tanezrouft. Il centro si espandeva su circa 100,000 km quadrati e inglobava zone abitate tra cui Reggane-Ville. La sua costruzione su terminata nel 1960, e comprendeva laboratori sotterranei e a terra. 
La prima bomba, Gerboise Bleu, fu detonata il 13 febbraio 1960. L'esplosione atomica fu tra i 60-70 kt, circa quattro volte la portata di Little Boy (15kt), la bomba statunitense che distrusse Hiroshima e che causo' la morte di circa 140,000 persone alla fine del 1945. 
Questa fu seguita dalla detonazione di Gerboise Blanche, il 1 aprile 1960, Gerboise Rouge, il 27 dicembre dello stesso anno, e da Gerboise Verte, il 25 aprile 1961. I colori rappresentavano le bandiere francesi e algerine.